# Canthigaster margaritata
Canthigaster margaritata és una espècie de peix de la família dels tetraodòntids i de l'ordre dels tetraodontiformes.

## Morfologia
- Els mascles poden assolir 31,2 cm de longitud total.[1][2]

## Depredadors
A la Polinèsia Francesa és depredat per Cephalopholis miniata.

## Hàbitat
És un peix marí, de clima tropical i associat als esculls de corall.

## Distribució geogràfica
Es troba al Mar Roig, l'illa Inhaca (Moçambic), Sri Lanka i les illes Ogasawara.

## Observacions
És inofensiu per als humans.